# Ácido crotônico
Ácido crotônico (português brasileiro) ou ácido crotónico (português europeu) é um ácido monocarboxílico, insaturado, de cadeia normal, que apresenta formula estrutural:
CH3–CH=CH–COOH
Aparecendo como flocos cristalinos brancos a amarelos claros, é enviado como um sólido ou líquido. Além disso, é solúvel em água e corrosivo a metais e tecidos.

## Aplicações e usos
Aumenta a secreção biliar. Utilizado na fabricação de resinas copolimerizadas com acetato de vinila.